# Farmington (condado de Jefferson, Wisconsin)
Farmington es un pueblo ubicado en el condado de Jefferson en el estado estadounidense de Wisconsin. En el Censo de 2010 tenía una población de 1380 habitantes y una densidad poblacional de 15,18 personas por km².

## Geografía
Farmington se encuentra ubicado en las coordenadas 43°3′29″N 88°42′59″O / 43.05806, -88.71639. Según la Oficina del Censo de los Estados Unidos, Farmington tiene una superficie total de 90.89 km², de la cual 90.64 km² corresponden a tierra firme y (0.27%) 0.24 km² es agua.

## Demografía
Según el censo de 2010, había 1380 personas residiendo en Farmington. La densidad de población era de 15,18 hab./km². De los 1380 habitantes, Farmington estaba compuesto por el 96.67% blancos, el 0.51% eran afroamericanos, el 0.29% eran amerindios, el 0.22% eran asiáticos, el 0% eran isleños del Pacífico, el 1.38% eran de otras razas y el 0.94% pertenecían a dos o más razas. Del total de la población el 2.54% eran hispanos o latinos de cualquier raza.